# Menkheperre (príncep)
Menkheperre va ser un príncep egipci de la XVIII Dinastia. Era un dels fills coneguts del faraó Tuthmosis III i de la Gran Esposa Reial Merit-Ra Hatxepsut. El seu nom és el nom del tron del seu pare i significa "Eternes són les manifestacions de Ra".
El príncep Menkheperre és un dels sis fills coneguts dqe va tenir Tuthmosis amb Merit-Ra; els seus germans van ser el faraó Amenofis II, i les princeses Nebetiunet, Meritamon C, Meritamon D i Iset. Apareix representat juntament amb les seves germanes en una estàtua de la seva àvia materna Hui (avui al British Museum). És probable que alguns fragments de vasos canopis de la vall de les reines siguin seus.